# The Right to Privacy (artigo)
"The Right to Privacy" ("O Direito à Privacidade", em inglês) (4 Harvard L.R. 193: 15/12/1890) é um artigo jurídico escrito por Samuel Warren e Louis Brandeis, publicado em 1890 na revista Harvard Law Review. É considerado "um dos ensaios mais influentes na história do direito dos Estados Unidos da América" e é amplamente reconhecido como a primeira publicação do país a defender um direito à privacidade, sob o argumento de que se trata de um "direito de ser deixada à sós".

## O artigo
Embora creditado a ambos Louis Brandeis e Samuel Warren, o artigo foi aparentemente escrito primariamente por Brandeis, a partir de uma sugestão de Warren baseada em seu "profundo aborrecimento com as invasões da privacidade social."  William Prosser, ao escrever seu próprio artigo influente sobre as violações de privacidade no direito dos EUA, atribuiu o incidente específico a um invasão por jornalistas em uma cerimônia de casamento, mas na verdade ele foi inspirado por uma cobertura mais geral das vidas pessoais íntimas nas colunas sociais dos jornais.
"The Right to Privacy" é curto pelos padrões dos artigos jurídicos modernos, contendo apenas 7222 palavras, excluídas as citações.  

### Introdução e contexto
Warren e Brandeis começam seu artigo introduzindo o princípio fundamental de que "o indivíduo deverá ter a proteção total da pessoa e da propriedade.” Eles reconhecem que esse é um princípio fluido que tem sido reconfigurado ao longo dos séculos como um resultado de mudanças políticas, sociais e econômicas.
Os três primeiros parágrafos do ensaio descrevem o desenvolvimento da common law com relação ao direito à vida e à propriedade. Originalmente, o "direito à vida" na common law apenas provia proteção para interferência com a vida e a propriedade. Mas depois, o seu escopo se expandiu para reconhecer o "valor legal das sensações". Por exemplo, a ação de lesão corporal — uma proteção contra a efetiva ofensa contra o corpo — deu origem à ação de assault — medo de efetiva ofensa de contra o corpo. De modo semelhante, o conceito de propriedade se expandiu da proteção apenas de bens tangíveis para a proteção de bens intangíveis.

## Notes
1. ↑  Susan E. Gallagher, Introduction to "The Right to Privacy" by Louis D. Brandeis and Samuel Warren: A Digital Critical Edition, University of Massachusetts Press, forthcoming.
2. ↑  See, e.g., Dorothy J. Glancy, "The Invention of the Right to Privacy" Arquivado em 22 de julho de  2010, no Wayback Machine., Arizona Law Review, v.21, n.1, pp.1-39 (1979), p.1 ("The right to privacy is, as a legal concept, a fairly recent invention.
3. ↑  Warren & Brandeis, paragraph 1.
4. ↑  Freund, Privacy: One Concept or Many, in NOMOS XIII:  PRIVACY 182, 184 (Pennock &
Chapman eds. 1971), as cited in Glancy, 1979, p.5.
5. ↑  Letter from Brandeis to Warren (April 8, 1905), p.303 in Letters of Louis D. Brandeis, 1870-1907: Urban Reformer, Volume 1 (Urofsky  & Levy eds. 1971), as cited in Glancy, 1979, p.6.
6. ↑  William Prosser, "Privacy", 48 California Law Review 383 (1960).
7. ↑  See Glancy, 1979, p.6.
8. ↑  See Glancy, 1979, p.6, referencing A. Mason, Brandeis: A Free Man's Life, p.70 (1956).

## Leituras adicionais
- Susan E. Gallagher, "The Right to Privacy" by Louis D. Brandeis and Samuel Warren: A Digital Critical Edition, University of Massachusetts Press, no prelo.
- Dorothy J. Glancy, "The Invention of the Right to Privacy", Arizona Law Review, v.21, n.1, pp.1-39 (1979).
- Neil M. Richards, "The Puzzle of Brandeis, Privacy, and Speech", Vanderbilt Law Review, v.63, n.5, pp.1295-1352